# Four Green Steps
 (août 2021).
Four Green Steps est une organisation Internet axée sur la promotion de l’environnement basée à Montréal, Québec. L’organisation a été fondée en 2008 par Jaye et Bill Yarrow. Jaye Yarrow, une finissante du programme de cinéma et d’animation de l’Université Concordia est la présidente. Comme le nom suggère, l’organisation comporte quatre sections : le Programme scolaire (School Program), la Communauté (Community), le Marché (Marketplace) et la Zone-info (InfoZone).

## Les produits et les services offerts

### Le programme scolaire
Le programme scolaire offre un curriculum universel pour des écoles primaires et secondaires mondialement ainsi que des activités et des projets environnementaux pour les étudiants de tous âges. Aussi, il existe des compétitions scolaires telles qu’une foire de science avec un thème environnemental. Les projets sont très variés. Ils peuvent utiliser l’art pour représenter des problèmes environnementaux ou encore créer des éco-journaux.

### La communauté
La communauté est constituée de blogs, de vidéos, d’événements et de recettes liées à l’environnement. Le public peut aussi contribuer avec leurs propres idées.

### Le marché
Le but du marché est de donner l’opportunité au public d’acheter un produit qui est plus durable, plus biologique et plus respectueux de l’environnement comme solution de rechange aux produits du marché conventionnel. Les produits disponibles sur le site Web comprennent, entre autres, des vêtements,  de la nourriture biologique, des meubles et des équipements pour le traitement de l’eau. Le prix des produits offerts varient de 2$ pour un porte-savon en bois à 6 495$ pour un réseau spécialisé d’eau.

### La zone-info
La zone-info fournit des articles qui discutent de l’environnement selon différents domaines, incluant la science et la technologie, le commerce et les nouvelles mondiales. Cette zone est mise à jour plusieurs fois chaque jour.

## Popularité
Les produits et les services plus équitables deviennent plus populaires et plus essentiels, surtout au Royaume-Uni qui a eu 12$ milliards des produits équitables vendus en 2008.
Au 10 août 2010, il existe des écoles dans 72 pays inscrits au programme scolaire. Le ministère d'Éducation à la Nouvelle-Zélande reconnaît le programme scolaire.
Four Green Steps collabore avec des étudiants universitaires, dont à l’Université McGill et à l’Université Concordia, à propos d’initiatives environnementales et de recherche. L’organisation est reconnue par ECO (L’Organisation pour les carrières en environnement) Canada comme une organisation environnementale.